# Дім квітів
«Дім квітів» (ісп. La casa de las flores) — мексиканський вебсеріал у жанрі комедійної драми, створений режисером Маноло Каро та компанією Netflix. Прем'єрний показ відбувся на потоковому сервісі Netflix 10 серпня 2018 — 23 квітня 2020 років.

## Сюжет
Вірхінія де ла Мора, всіма шанована мати трьох дітей і власниця флористичної крамниці «Дім квітів», під час родинного свята дізнається, що в її оранжереї вчинила самогубство через повішення Роберта — коханка її чоловіка Ернесто, залишивши їм свою з Ернесто спільну малолітню доньку Мікаелу та кабаре, яке також називається «Дім квітів»...

## У ролях
- Вероніка Кастро — Вірхінія Агірре де ла Мора
- Артуро Ріос — Ернесто де ла Мора
- Сесілія Суарес — Пауліна де ла Мора
- Айслінн Дербес — Елена де ла Мора
- Даріо Ясбек Берналь — Хуліан де ла Мора
- Хуан Пабло Медіна — Дієго Олвера
- Лукас Веласкес — Клаудіо Наварро
- Пако Леон — Марія Хосе / Хосе Марія Рікельме
- Норма Анхеліка — Делія
- Шеріл Рубіо — Лусія Давіла
- Вероніка Лангер — Кармела Вільялобос
- Давид Остроскі — доктор Саломон Коен
- Саванті Вілсон — Домінік Шоу
- Клодетт Майле — Роберта Санчес
- Луїс де ла Роса — Бруно Рікельме
- Алекса де Ланда — Мікаела Санчес
- Анабель Феррейра — Селеста
- Наташа Дупейрон — Ана Паула
- Крістіан Чавес  — Патрисіо Ласкураїн
- Ісела Вега — Вікторія Агірре
- Ребекка Джонс — Вікторія Агірре
- Марія Леон — Пурі Рікельме
- Тереза Руїс — Марілу
- Стефані Салас — Татіс Корсера
- Едуардо Касанова — Еду
- Сальвадор Пінеда — Маурісіо Полло
- Маріанна Тревіньйо — Дженні Кетцаль
- Уго Каталан — Олівер
- Флавіо Медіна — Симон
- Лорето Перальта — Росіта
- Пас Вега — мати Кармели
- Летисія Долера — кузина Марії Хосе
- Крістіна Уманья — Кім
- Ісмаель Родрігес — Хорхе (пародіює Аманду Мігель)
- Пепе Маркес — Пепе (пародіює Пауліну Рубіо)
- Катя Балморі — Маріо (пародіює Юрі)
- Маріанна Сантос — Глорія (пародіює Глорію Треві)
- Глорія Треві — у ролі самої себе
- Ірвінг Пенья — Пончо (Альфонсо Крус)
- Регіна Ороско — мати Росіти

## Нагороди та номінації
Spanish Actors Union Awards
- 2019 — Номінація на найкращого актора у міжнародному проєкті (Пако Леон)[1].
- 2020 — Номінація на найкращу акторку у міжнародному проєкті (Марія Леон).
- 2020 — Номінація на найкращого актора у міжнародному проєкті (Пако Леон)[2].

South by Southwest
- 2019 — Номінація на найкращий дизайн титрів (Марібель Мартінес Галіндо)[3].

Platino Awards
- 2019 — Номінація на найкращий мінісеріал або телесеріал.
- 2019 — Найкраща акторка у мінісеріалі або телесеріалі (Сесілія Суарес)[4].
- 2020 — Найкраща акторка у мінісеріалі або телесеріалі (Сесілія Суарес).
- 2020 — Номінація на найкращу акторку другого плану у мінісеріалі або телесеріалі (Маріанна Тревіньйо).
- 2020 — Номінація на найкращого актора другого плану у мінісеріалі або телесеріалі (Хуан Пабло Медіна)[5].

PRODU Awards
- 2019 — Найкраща акторка у телесеріалі або теленовелі (Вероніка Кастро).
- 2019 — Найкращий режисер телесеріалу (Маноло Каро).
- 2019 — Номінація на найкращий сценарій телесеріалу (Моніка Ревілья, Мара Варгас, Габріеле Нунціо, Маноло Каро).
- 2019 — Номінація на найкращу операторську роботу у телесеріалі (Педро Гомес Мільян)[6].